# 清真寺中的祈祷者
清真寺中的祈祷者（法語：La Prière à la mosquée）是法国艺术家让-莱昂·热罗姆的一幅油画，创作于1871年，东方主义题材，描绘了一座埃及清真寺的内部，礼拜者在其中祈祷。现藏于大都会艺术博物馆。